# Pavel Vranický
Pavel Vranický (født 30. december 1756 - død 26. september 1808) var en tjekkisk komponist.

## Liv og gerning
I ungdomen studerede Wranitzky teologi vid universitetet i Olomouc inden han 20 år gammal flyttede til Wien for fortsatta teologistudier. Han studerede tillige komposition hos Joseph Martin Kraus. Fra 1790 gjorde han tjeneste som dirigent for begge kongelige teaterorkestre. Han var højt respekteret af Mozart, Haydn og Beethoven, og de to sidstnævnte foretrak ham som dirigent til deres nyere værker. Wranitzkys opera Oberon, König der Elfen fra 1789 blev en succes og inspirerede Emanuel Schikaneder til at skrive Tryllefløjten og Goethe forsøgte at få et samarbejde i stand til en opfølger til en af Mozarts operaer.

## Værker i udvalg
Han skrev operaer, symfonier og kammermusik af glimrende kvalitet i tidens wienerklassiske tonesprog.
| - 51 Symfonier - 1 Pianokoncert - 4 Violinkoncerter - 1 Cellokoncert i C-dur, Op.27 - 1 Flöjtkoncert i D-dur, Op.24 - 1 Oboekoncert i G-dur - 1 Sinfonia concertante for fløjte og obo i C-dur, Op.39 - 1 Concertino för oboe och cello i D-dur (forsvundet) - 1 Konsert för 2 flöjter i G-dur (forsvundet) - Die gute Mutter (Wien, 1795) - Das Maroccanische Reich oder Die unterirdischen Schätze (1795) - Die Dienstpflicht - Das Fest der Lazaronen (Wien, 1794) - Oberon, König der Elfen (Wien, 1789) - Der dreifache Liebhaber (Wien, 1791) - Rudolph von Felseck (Wien, 1792) - Merkur, der Heiratstifter, oder Der Geiz im Geldkasten (Wien, 1793) - Die Post-Station oder Die unerwartete Zusammenkunft (1793) - Der Schreiner (Wien, 1799) - Die drei Buckligen (Warszawa, 1808) - Rollas Tod (Wien, 1795) - Achmet und Zenide - Jolantha - Die Rache - Siri-Brahe | - 3 Pianosonater - 6 Fløjtekvartetter - 56 Strygekvartetter - 1 Oboetrio - 3 Sekstetter for fløjte, oboe og strygekvartet - 16 Strygekvintetter - 24 Strygetrioer hvoraf 6 for 2 violiner og cello - 3 Sonater för violin och viola, Op.1 - 6 Oboekvintetter - 9 Flöjtduos - 9 Divertimenti - 1 Partita - 3 Trioer for to fløjter og cello, Op.53 - 1 Sonate for cembalo/piano, violin og cello i D-dur, Op.2 - 1 Sonate for cembalo/piano og fløjte, Op.31 - Die Weinlese (Wien, 1794) - Zephir und Flora (Wien, 1795) - Das Waldmädchen (Wien, 1796) - Die Luftfahrer (Wien, 1797) - Cyrus and Tomyris (1797) - Die Waise der Berghöhle (Wien, 1810) - Walmir und Gertraud (cirka 1800) - Das Urteil des Paris (Wien, 1801) - Der Raub der Sabinerinnen (Wien, 1804) - Zufriedenheit mehr als Reichtum (Wien, 1805) - Zelina und Gorano (Wien, 1806) |